# Cristina López
Cristina Esmeralda López (* 19. September 1982, Ozatlán) ist eine ehemalige salvadorianische Geherin und Parlamentsabgeordnete. Sie ist bis heute (2025) die einzige salvadorianische Sportlerin, die eine Goldmedaille bei Panamerikanischen Spielen gewann.

## Sportliche Karriere
Die aus einer wirtschaftlich benachteiligten Landarbeiterfamilie stammende Cristina López verlor mit neun Jahren ihren Vater und musste zu ihrer Tante in die Hauptstadt ziehen, da ihre Mutter nur ihre Brüder unterstützen konnte. 1998 begann sie mit dem Gehen über die Distanzen von 5 und 10 km in Ciudad Delgado. 2000 trat sie dem Sportclub des Instituto Nacional de los Deportes de El Salvador (INDES) bei und gewann 2001 bei den Panamerikanischen Jugendmeisterschaften der Leichtathletik im argentinischen Santa Fé die Goldmedaille über 10 km. Aufgrund der schwierigen wirtschaftlichen Verhältnisse wanderte sie im Dezember 2002 nach Minnesota aus, um dort Arbeit zu finden, kehrte aber 2003 wieder nach El Salvador zurück. Dort brachte sie 2004 ihre Tochter Mónica Michelle López zur Welt.
2005 stieg sie unter dem kubanischen Trainer Rigoberto Medina wieder in den Wettkampfsport ein und siegte sie bei den Zentralamerika- und Karibikmeisterschaften in Nassau im 10 Kilometer-Gehen mit dem neuen Meisterschaftsrekord von 45:52,32 min. Bei den Weltmeisterschaften in Helsinki 2005 erreichte sie im 20-km-Gehen wegen Disqualifikation nicht das Ziel. 2006 siegte sie bei den Zentralamerika- und Karibikspielen in Cartagena über 20 km. 2007 wurde sie NACAC-Meisterin über 10 km und holte ihren größten Sieg bei den Panamerikanischen Spielen in Rio de Janeiro über 20 km. Sie holte dort die erste Goldmedaille überhaupt für El Salvador trotz einer gerade erst überstandenen Verletzung am Ischiasnerv und der Sorgen um ihre an Krebs erkrankte Tochter.
2009 gewann sie zunächst die Zentralamerikameisterschaften über 10 km in Guatemala und holte anschließend Bronze bei den Zentralamerika- und Karibikmeisterschaften in Havanna, kam aber bei den Leichtathletik-Weltmeisterschaften in Berlin über 20 km nur auf den enttäuschenden 36. Platz. 2011 gewann sie zwar die Zentralamerikameisterschaft über 10 km in San José, konnte sich aber wegen einer Verletzung am linken Bein nicht für die Panamerikanischen Spiele qualifizieren. Danach erklärte sie ihren vorübergehenden Rückzug aus dem Wettkampfsport. Wieder zurückgekehrt gewann sie zwar die Zentralamerikameisterschaft 2013 über 10 km in Managua, verpasste aber bei den Zentralamerika- und Karibikmeisterschaften zwei Wochen später in Morelia als Viertplatzierte über 10 km eine Medaille. 2014 gewann sie in Tegucigalpa mit mittlerweile 32 Jahren noch einmal knapp die 10-Kilometer-Zentralamerikameisterschaft, doch bei den Zentralamerika- und Karibikspielen in Veracruz erreichte sie mit einem Rückstand von über 20 Minuten auf die Siegerin nur den siebten Platz. 2015 gewann sie in Managua zum vierten Mal die Zentralamerikameisterschaft über 10 km, diesmal vor ihrer salvadorianischen Mannschaftskameradin Yesenia Miranda Rivas. Cristina López konnte sich noch einmal über 20 km für die Panamerikanischen Spiele in Toronto qualifizieren, wurde dort aber in ihrem letzten internationalen Wettkampf nur Dreizehnte.

## Persönliche Bestzeiten
- 10.000 m Gehen: 44:16,21 min, 13. Juli 2007, San Salvador
- 20 km Gehen: 1:30:08 h, 4. Juni 2005, La Coruña

## Politische Tätigkeit
Nach den für sie enttäuschend verlaufenen Zentralamerika- und Karibikspielen 2014 erklärte Cristina López ihre Kandidatur für das Landesparlament im Departamento San Salvador für die rechtskonservativ-nationalistische Partido de Concertación Nacional (PCN). Sie erklärte, insbesondere für den Sport, die Frauen und die Jugend arbeiten zu wollen. Sie errang einen der nur sechs Parlamentssitze für die PCN für die Wahlperiode vom 1. Mai 2015 bis zum 30. April 2018. 2017 klagte López einen Ihrer Assistenten wegen "sexistischer Verstöße" an, die dazu führen sollten, ihre Wiederwahl 2018 zu verhindern. Zwei Wochen vor dem Wahltag am 4. März 2018 wurde bei der salvadorianischen Kammer für Regierungsethik Anzeige gegen López erstattet, sie habe unerlaubterweise ihre Nichte Sussy López Ramírez und ihren Bruder José Martín López als Mitarbeiter eingestellt. Cristina López verpasste die Wiederwahl deutlich und wurde anschließend von ihrer Partei PCN als asesora legislativa im Parlament beschäftigt, obwohl es Zweifel an ihrer Kompetenz gab, da sie erst ab dem Alter von 10 Jahren überhaupt eine Schule besuchen konnte.
Im Januar 2020 kamen Anschuldigungen gegen López auf, bis Dezember 2019 monatlich vom Parlament 2.000 $ für ihre Assessorenstelle bezogen zu haben, obwohl sie seit mindestens acht Monaten in den Vereinigten Staaten lebte. Sie gestand, diese Zahlungen widerrechtlich bezogen zu haben.